# Vitré (Deux-Sèvres)
Vitré és un antic municipi francès, situat al departament de Deux-Sèvres i a la regió de Aquitània - Llemosí - Poitou-Charentes. L'any 2007 tenia 516 habitants.
L'1 de gener de 2013 es va fusionar amb Beaussais i formar el municipi nou de Beaussais-Vitré.

## Demografia

### Població
El 2007 la població de fet de Vitré era de 516 persones. Hi havia 182 famílies de les quals 36 eren unipersonals (20 homes vivint sols i 16 dones vivint soles), 67 parelles sense fills i 79 parelles amb fills.
La població ha evolucionat segons el següent gràfic:
Habitants censats

### Habitatges
El 2007 hi havia 204 habitatges, 185 eren l'habitatge principal de la família, 6 eren segones residències i 12 estaven desocupats. 196 eren cases i 5 eren apartaments. Dels 185 habitatges principals, 146 estaven ocupats pels seus propietaris i 39 estaven llogats i ocupats pels llogaters; 2 tenien una cambra, 6 en tenien dues, 12 en tenien tres, 44 en tenien quatre i 122 en tenien cinc o més. 160 habitatges disposaven pel capbaix d'una plaça de pàrquing. A 75 habitatges hi havia un automòbil i a 103 n'hi havia dos o més.

### Piràmide de població
La piràmide de població per edats i sexe el 2009 era:
| Homes | Edats   | Dones |
| ----- | ------- | ----- |
| 0     | 95 o +  | 0     |
| 8     | 90 a 94 | 4     |
| 4     | 85 a 89 | 4     |
| 4     | 80 a 84 | 4     |
| 8     | 75 a 79 | 0     |
| 4     | 70 a 74 | 4     |
| 20    | 65 a 69 | 12    |
| 4     | 60 a 64 | 16    |
| 16    | 55 a 59 | 4     |
| 32    | 50 a 54 | 28    |
| 8     | 45 a 49 | 16    |
| 28    | 40 a 44 | 24    |
| 16    | 35 a 39 | 12    |
| 4     | 30 a 34 | 16    |
| 16    | 25 a 29 | 12    |
| 20    | 20 a 24 | 4     |
| 28    | 15 a 19 | 28    |
| 12    | 10 a 14 | 20    |
| 12    | 5 a 9   | 12    |
| 4     | 0 a 4   | 16    |

## Economia
El 2007 la població en edat de treballar era de 338 persones, 239 eren actives i 99 eren inactives. De les 239 persones actives 221 estaven ocupades (120 homes i 101 dones) i 18 estaven aturades (3 homes i 15 dones). De les 99 persones inactives 22 estaven jubilades, 44 estaven estudiant i 33 estaven classificades com a «altres inactius».

### Ingressos
El 2009 a Vitré hi havia 198 unitats fiscals que integraven 534,5 persones, la mediana anual d'ingressos fiscals per persona era de 16.371 €.

### Activitats econòmiques
Dels 4 establiments que hi havia el 2007, 1 era d'una empresa de fabricació d'altres productes industrials, 1 d'una empresa de construcció, 1 d'una entitat de l'administració pública i 1 d'una empresa classificada com a «altres activitats de serveis».
L'únic servei als particulars que hi havia el 2009 era un guixaire pintor.
L'any 2000 a Vitré hi havia 17 explotacions agrícoles que ocupaven un total de 665 hectàrees.

## Equipaments sanitaris i escolars
El 2009 hi havia una escola elemental integrada dins d'un grup escolar amb les comunes properes formant una escola dispersa.

## Poblacions més properes
El següent diagrama mostra les poblacions més properes.